# BMX
A Bmx átirányít ide. Az azonos középszámú vasúti személykocsikat tartalmazó motorvonatot itt találod: BDVmot.

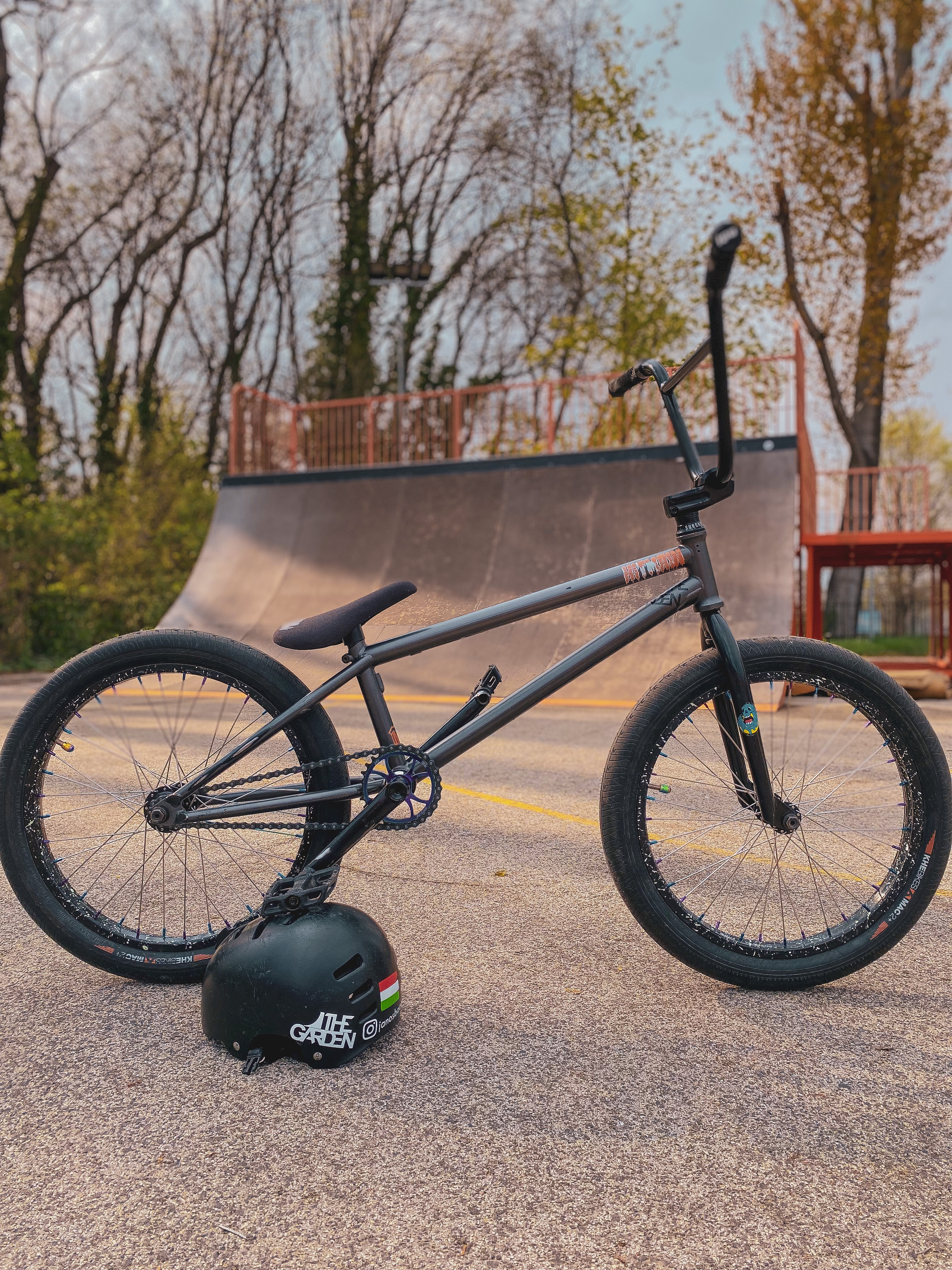
20' Freestyle BMX

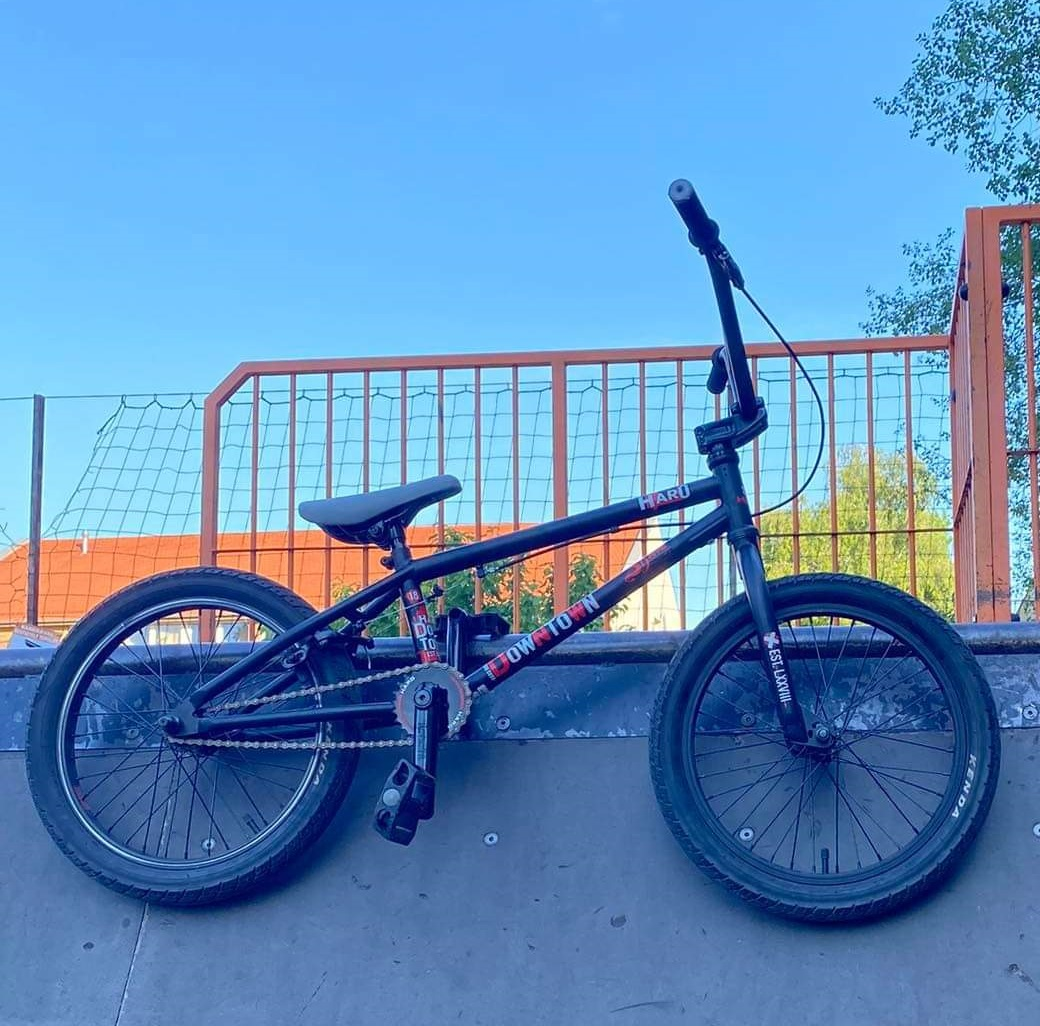
18' BMX

A BMX (Bicycle Moto-Cross, a B a kerékpárt, az M a motort és az X a kettő keresztezését jelöli) a motokrossz alapjaira épülő, de 20"-os kerekeket használó kerékpáros sportág, amely az 1960-as évek végén fejlődött ki.

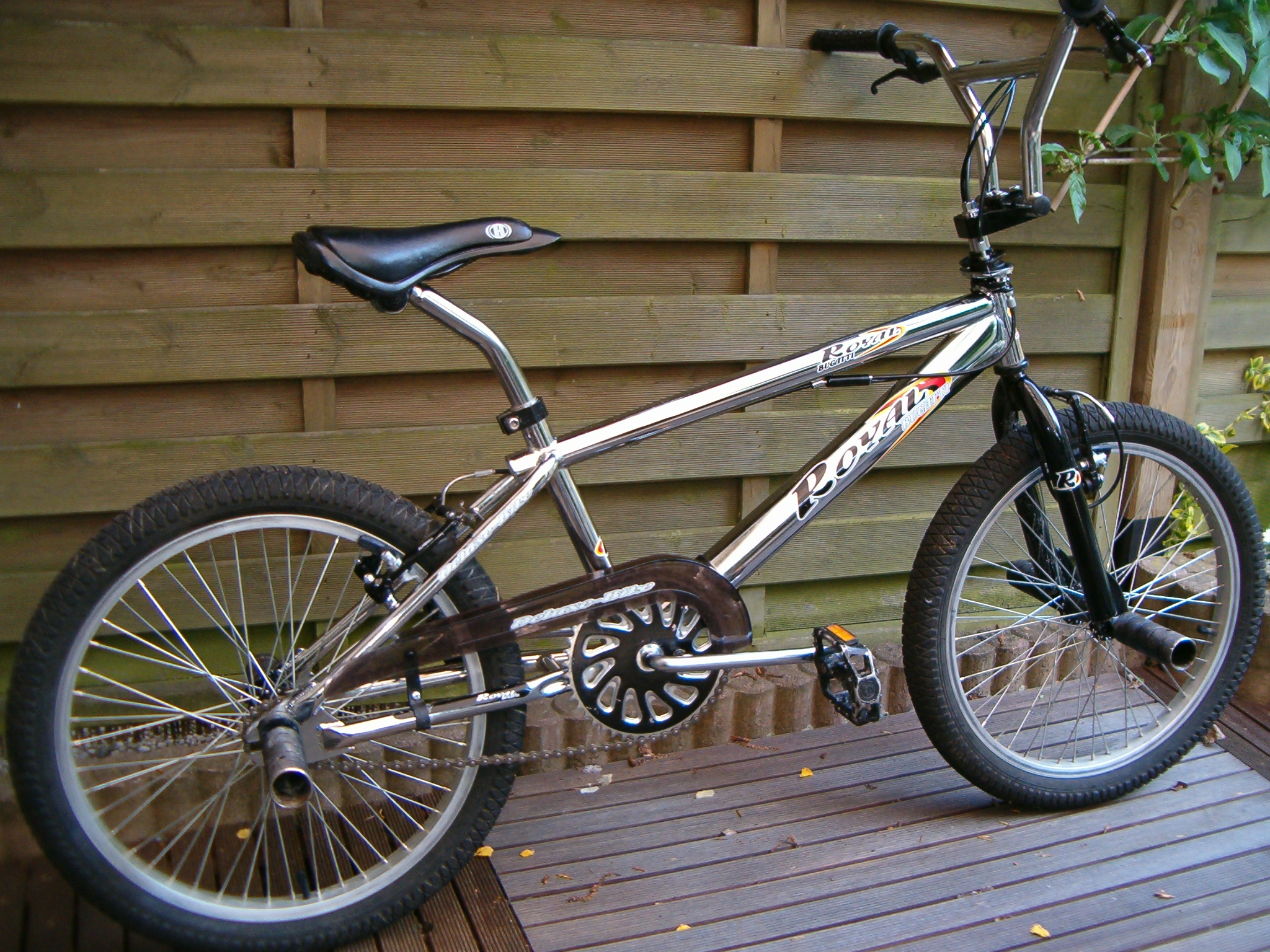
BMX-kerékpár

## Fő ágai
- Cross

Leírás:
A BMX cross a legősibb ága a sportnak, olyan fiatalok űzték elsőként, akik anyagi okok miatt nem tudtak crossmotorozni. A verseny, és teljesítménysportokhoz legközelebb álló szakág, a felkészülés edző jelenlétében történik, szervezett keretek között. A 2008-as pekingi olimpián új sportként debütált. 
„A 300–400 méter hosszú, meredek pályán néhány akadály is nehezíti a versenyzők dolgát. A nyolc induló egy vonalban áll fel a rajt vonalánál. A kapu váratlanul nyílik meg előttük, s a legjobb reflex-szel rendelkező versenyzők azonnal előnyt szereznek. A nyolc induló közül négy jut tovább. Az esetleges bukások nagyon veszélyesek lehetnek. A versenyzők ezért kesztyűt, hosszúnadrágot és fejvédőt viselnek.” (www.mob.hu)
- Freestyle
  - Park - A Park műfaj kialakulását a speciális sportpályák: a „skateparkok” megjelenése eredményezte. Kiépítése (relatív) költséges, viszont nagyon sokoldalúan lehet használni, a BMX-en kívül gördeszkásoknak, görkorcsolyásoknak és rollereseknek is pályaként szolgál. Jelenleg Budapesten több ilyen skatepark működik (pl.: Görzenál,  Boráros tér, zuglói skatepark, RampHouse skatepark). Vidéken az utóbbi 5 évben több ilyen létesítmény is épült az ott lakó extrémsportolók nagy örömére.
  - Flatland - A BMX-sportban a többi ágazattól nagy mértékben eltérő műfaj. A nagy ugrásokat, magas repüléseket és gyors előrehaladási tempót mérnöki pontosságú trükksorozatok kivitelezésével helyettesítik, végig a földön gurulva. Egy kb. 5m x 5m-es területen mutatják be az egymásba szőtt mozdulatokat, a hangsúly a különböző egyensúlyi helyzeteken és a kerékpár gurulás közbeni forgatásán van.
  - Halfpipe - félcsövezés (Vert), mini-félcsövezés (Minirámpa)
  - Street - Olyan BMX-esek kezdtek el az utcán biciklizni, akiknek más lehetőségük nem volt a gyakorlásra, nem voltak sem crosspályák, sem dirtugratók, sem pedig skate-parkok a közelükben. A Street (utca) BMX-esek a közterületeken keresik meg a gyakorlásukhoz szükséges feltételeket. Alapvetően a különböző lépcsőkön ugratnak le és fel, használják a korlátokat (lecsúsznak rajtuk a kerékpárral), de az utcán lévő kiemelkedések, döntött falak, íves építmények mind egy kreatív „Street hely” részei lehetnek. Többnyire olyan helyeken elterjedt formája a BMX-nek, ahol nincsenek erre a célra kijelölt pályák. A BMX-esek negatív megítéléséhez sajnos nagyban hozzájárul, mivel sok kívülállónak egyedül a rombolás szúr szemet mikor látja, hogy egy-egy biciklis a járdákon, lépcsőkön mutatványozik. Számukra (BMX-esek) viszont speciális pályák hiányában ez az egyetlen módja a gyakorlásnak.
  - Dirt/Trails - Az ugrások, a levegőben eltöltött idő („air time”) van a középpontban, általában földből készült ugratókon.

A dirt ágazatban a trükkök kapják a legnagyobb hangsúlyt. A cél, hogy az elugrást követően egy minél nehezebb trükköt mutassanak be a levegőben, majd a leérkezőn gurulással tovább tudjanak haladni. A versenyeken pontozással döntenek a trükkökről, trükksorozatokról, a szakértőkből álló zsűri 1-100-ig pontozza az indulókat, figyelembe véve a versenyző stílusát, a trükk nehézségét és a menet teljes egészét. 
Trails: 
Itt az ugratók sokkal technikásabbak, ezáltal a trükk másodlagos tényező. Az ívhez képest a leérkező sok esetben 90 fokban van, kanyarokkal, lejtős, emelkedős részekkel tűzdelt a pálya, komoly kihívást jelentenek a mérnöki pontosságú ugrások. 
Napjainkban a két műfaj sokszor összefolyik.

## Története
Kialakulása idején a motokrossz sportág már hatalmas népszerűségnek örvendett az Amerikai Egyesült Államokban. Néhány fiatal, aki szeretett volna részt venni a motokrosszversenyeken, de nem érték el a minimális korhatárt a motorkerékpár-versenyzéshez, és/vagy nem volt elegendő pénzük, hogy megvásárolják a szükséges drága motorkerékpárokat, úgy döntöttek, hogy valamilyen módon helyettesítik a motokrossz sportágat.
BMX-kerékpárokon kezdtek versenyezni – beöltözve a motokrossz sportágban használatos ruházatokba – az általuk épített motokrosszpályához hasonlító helyszíneken, azzal a céllal, hogy utánozzák a sportágat, amennyire csak lehetséges.
Ahogy múlt az idő, ezek a BMX-rendezvények egyre népszerűbbek lettek minden helyszínen, de különösen Kaliforniában. Az 1970-es évek elején a BMX mint különálló sportág kezdett megerősödni és hivatalosan is megkezdődtek a BMX-versenyek szervezései.
Ez alatt a tízéves időszak alatt a BMX-sportágat bevezették más országokban, közöttük Európában is, 1978-ban.
1981 áprilisában megalakult az IBMXF, mint a sportág nemzetközi szervezete, azzal a céllal, hogy hivatalosan képviselje a BMX-sportágat.
Az első világbajnokságot 1982-ben rendezték. Az évek során, a kerékpáros sportágakon belül a BMX egyre inkább megjelent, mint egy önálló sportág. Akkoriban is már látni lehetett, hogy a BMX egy láncszeme a kerékpáros sportágaknak, és egyre jobban hasonlított a kerékpáros sportágakhoz, mint a motokrossz sportághoz. Mivel ezek a kerékpárok viszonylag kicsik, a BMX-esek hamar rájöttek, hogy ezzel nem csak versenyezni lehet, így alakult ki a freestyle és annak különböző ágai, amit először a saját maguk szórakoztatására, később a közönség szórakoztatására csinálták.

## BMX cross: extrém verseny
A BMX-kerékpárok gyártása hamarosan nagy üzletté vált és kiterjedt az egész világra. A kerékpárok is látványos fejlődésen mentek keresztül, a kezdetben azonos méretre gyártott BMX-eket továbbfejlesztették és különböző méretben gyártották a használójuk méretére és súlyára tekintettel (Mini, Expert, Junior, Pro L, Pro XL és Pro XXL méretben). A kerékpárokat 20”-os kerekekkel szerelték, de hamarosan megjelentek a 24”-os kerekű BMX-ek is. Ma mindkét típust használják versenyzéshez, az utóbbit Cruiser kerékpárnak nevezik.

### A BMX cross versenyszabályai
A verseny egy 300–400 m hosszú, általában három-négy kanyarral és hat-tíz ugratóval épített, rajtdombbal ellátott pályán zajlik. A kanyarok a sebesség jobb kihasználása érdekében döntöttek, az ugratók hosszúsága akár tíz méter is lehet, de a kisebb 5-6 méteres ugratók a jellemzőek. A verseny egy-egy futama egykörös verseny, vagyis a rajtgéptől a célig tart. A rajtgépet a versenysebesség mielőbbi felvétele érdekében egy 2–4 m magas rajtdombra építik. Egyszerre nyolc versenyző indulhat és egy kieséses rendszerben addig folytatódnak a futamok, amíg kialakul a legjobb nyolc versenyző létszáma, akik egy döntő futamon döntik el egymás között a végső sorrendet. A leggyorsabb kategóriában (Elit) a versenyzők elérik az 55 km/órás sebességet is.
Valamennyi életkorú sportoló számára indítanak versenyeket, a legkisebb a hatévesek mezőnye, míg a legidősebbek a negyvenöt éven felüliek. A fiúkat és a lányokat általában külön versenyeztetik.
A biztonság érdekében kötelező ruházat: Hosszú nadrág, hosszú ujjú mez, kesztyű, sisak. A versenyzők azonban gyakran használnak további védőfelszereléseket, mint mellvédő, térd és könyökvédő, sípcsontvédő, szemüveg.

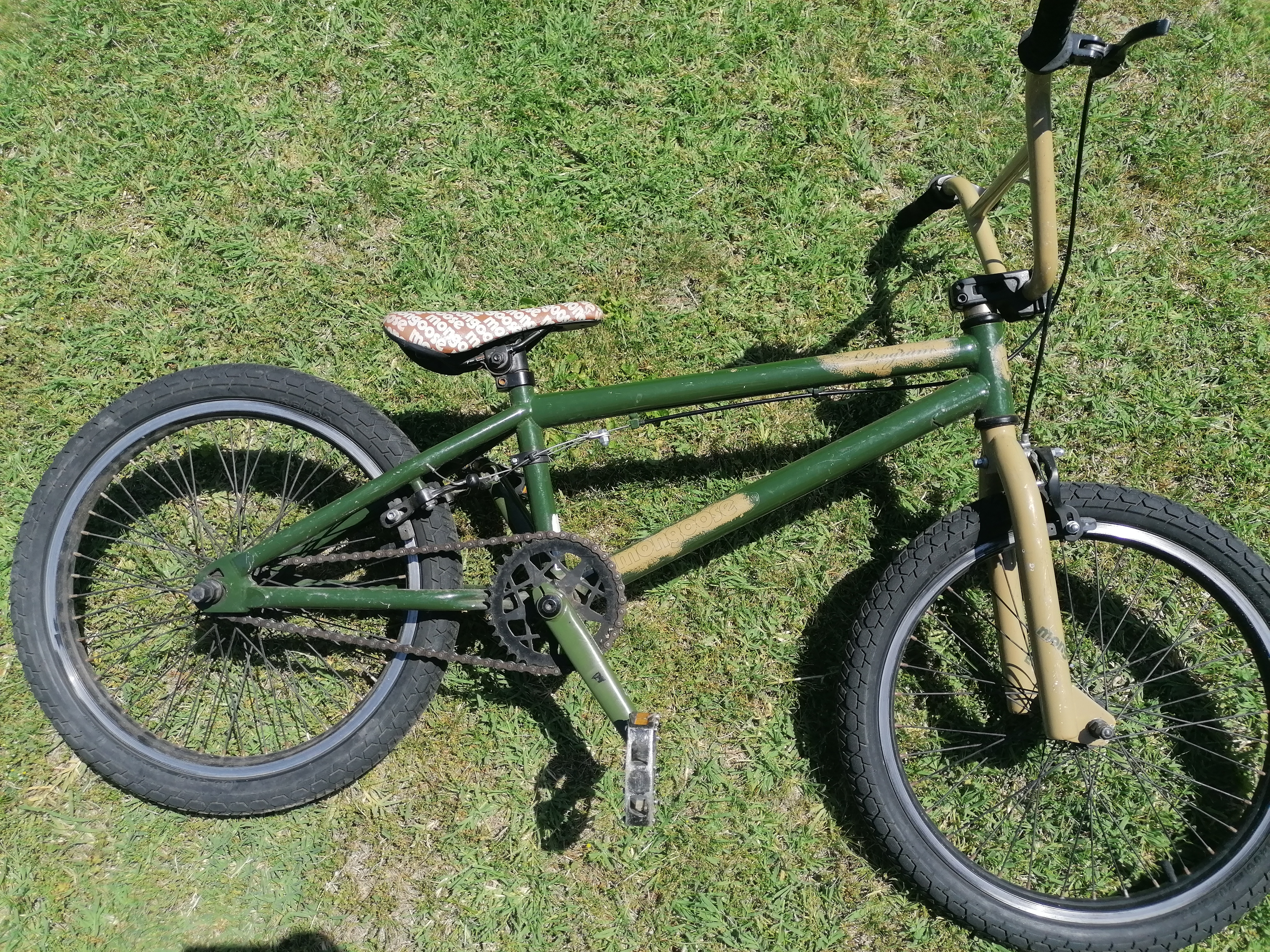
20' BMX

## Nemzetközi kitekintés
A sportág képviselői már nem a motorosokhoz akarnak hasonlítani, hanem vérbeli kerékpárosoknak vallják magukat, amit az is igazol, hogy a kezdetben megalakult BMX-világszövetség (I. BMX F.) 1995 óta a Kerékpáros Világszövetség tagjaként működik. A világ negyven országában működik BMX-szövetség, melyek tagjai az UCI-nak. Ezek: Anglia, Amerikai Egyesült Államok, Argentína, Aruba, Ausztrália, Ausztria, Belgium, Belorusszia, Bolívia, Brazília, Costa Rica, Curaçao, Csehország, Chile, Dánia, Dél-Afrika, Ecuador, Franciaország, Hollandia, Japán, Kanada, Kolumbia Lettország, Litvánia, Magyarország, Málta, Mexikó, Németország, Norvégia, Olaszország, Oroszország, Portugália, Spanyolország, Svájc, Svédország, Szlovákia, Szlovénia, Venezuela, Zimbabwe, Új-Zéland.

## Magyarország
Magyarországon Veszprémben alakult az első BMX cross sportegyesület 1988-ban Veszprémi ÉPSZÖV Spartacus SE néven. A klub életre hívója Borbély Ferenc volt, aki jelentős szerepet vállalt a Magyar BMX Cross és Triál Szövetség megalakulásában is. Az első pálya építését az ausztriai St. Pölten BMX-egyesülete segítette. A pálya felavatása után sorra alakultak az ország különböző pontjain az újabb egyesületek: Harkán, Kecskeméten, Hódmezővásárhelyen, Sopronban, Szombathelyen, Gyöngyösön, Győrben, Pápán, Gencsapátiban, de építettek pályát Budapesten is. A klubok megalakulását azonnal követte a Magyar BMX Cross és Triál Szövetség megalakulása 1991. augusztus 12-én. 1990-ben rendezték az első nem hivatalos országos bajnoki versenysorozatot, mely nyolcfordulós volt.
1992-ben Magyarországon, Csillebércen a későbbi, majd mára megszűnt NormaParkban rendezték meg a freestyle-világbajnokságot.
2008-ban a BMX cross bemutatkozott a pekingi olimpiai játékokon.
2020-tól a freestyle BMX is részese az olimpiai játékoknak.

## A flatland stílus
A mai modern flatland alapjainak megteremtése egyértelműen az amerikai Kevin Jones nevéhez fűződik. Ő volt az, aki 1980-as években kitalálta és megtanulta a ma már alaptrükköknek számító gurulásokat, forgásokat. A 90-es években a Dorkin – és a hozzá hasonló – videósorozatokkal megállíthatatlan fejlődésnek indult a BMX flatland.
A '90-es évek elején a magyar származású, de Németországban élő Albert Rétey volt az, aki Európában meghatározta az alapvető irányvonalakat.
Kun Ádám Magyarország egyik legsikeresebb, nemzetközileg ismert képviselője a BMX flatland sportágának. 2002-ben Kölnben masters kategóriában, majd 2013-ban szintén Kölnben profi kategóriában is világbajnoki címet szerzett.

## BMX-bajnokságok eredményei[1]
1990 Németország - Kenn
| Kategória      | Csoport | Helyezés     | Név              |
| -------------- | ------- | ------------ | ---------------- |
| Flatland Női   |         | 2. helyezett | Pecze Mónika     |
| Flatland Férfi | 14      | 3. helyezett | Szölősi Tas      |
| Nagyfélcső     | 14      | 2. helyezett | Sinkó Lajos      |
| Nagyfélcső     | 15      | 3. helyezett | Kápolnai Kazimír |

1991  Dánia – Aalborg
| Kategória  | Csoport | Helyezés     | Név              |
| ---------- | ------- | ------------ | ---------------- |
| Flatland   | 14      | 1. helyezett | Pecze Mónika     |
| Flatland   | 15      | 1. helyezett | Szölősi Tas      |
| Flatland   | 18+     | 3. helyezett | Erdőközi Áron    |
| Flatland   | 20+     | 2. helyezett | Szilágyi Márton  |
| Nagyfélcső | 15      | 1. helyezett | Tóth Károly      |
| Nagyfélcső | 15      | 3. helyezett | Pecze Szabolcs   |
| Nagyfélcső | 16      | 2. helyezett | Kápolnai Kazimír |

1992 Magyarország - Budapest Csillebérc
| Kategória  | Csoport | Helyezés     | Név                  |
| ---------- | ------- | ------------ | -------------------- |
| Flatland   | 14      | 1. helyezett | Csikós Gábor         |
| Flatland   | 14      | 2. helyezett | Shenker Benjámin     |
| Flatland   | 14+     | 2. helyezett | Tóth Viktor          |
| Flatland   | 14+     | 3. helyezett | Pecze Mónika         |
| Flatland   | 15+     | 2. helyezett | Gáspár Csaba         |
| Flatland   | 15+     | 3. helyezett | Csepelényi Krisztián |
| Flatland   | 16      | 1. helyezett | Szölősi Tas          |
| Flatland   | 16      | 2. helyezett | Sinkó Lajos          |
| Flatland   | 17      | 3. helyezett | Csuzdi András        |
| Flatland   | 18      | 2. helyezett | Légmán Imre          |
| Flatland   | Pro     | 3. helyezett | Szilágyi Márton      |
| Nagyfélcső | 14      | 2. helyezett | Mirity Andor         |
| Nagyfélcső | 14      | 3. helyezett | Csikós Gábor         |
| Nagyfélcső | 15      | 2. helyezett | Korim László         |
| Nagyfélcső | 15      | 3. helyezett | Novák Ottó           |
| Nagyfélcső | 16      | 1. helyezett | Tóth Károly          |
| Nagyfélcső | 17      | 1. helyezett | Barts Attila         |
| Nagyfélcső | 17      | 2. helyezett | Kápolnai Kazimír     |
| Nagyfélcső | 17      | 3. helyezett | Fodor Pál            |
| Street     | B       | 3. helyezett | Giczi Balázs         |
| Minifélcső | C       | 3. helyezett | Kelényi Dénes        |

1993 Franciaország - Limoges
| Kategória      | Csoport | Helyezés     | Név             |
| -------------- | ------- | ------------ | --------------- |
| Flatland Női   | 15+     | 3. helyezett | Pecze Mónika    |
| Flatland Férfi | 14+     | 1. helyezett | Csikós Gábor    |
| Flatland Férfi | 17      | 2. helyezett | Kőrösi Norbert  |
| Flatland Férfi | 17      | 3. helyezett | Barta Zoltán    |
| Flatland Férfi | 18      | 3. helyezett | Csuzdi András   |
| Flatland Férfi | 20      | 3. helyezett | Erdőközi Áron   |
| Flatland Férfi | Master  | 2. helyezett | Szilágyi Márton |
| Nagyfélcső     | 17      | 1. helyezett | Tóth Károly     |
| Nagyfélcső     | 18      | 2. helyezett | Barts Attila    |
| Street         | B       | 2. helyezett | Benkő Zsolt     |

1994 Németország Köln
| Kategória  | Csoport | Helyezés     | Név                  |
| ---------- | ------- | ------------ | -------------------- |
| Flatland   | 15      | 1. helyezett | Shenker Benjámin     |
| Flatland   | 15      | 2. helyezett | Csikós Gábor         |
| Flatland   | 16-17   | 2. helyezett | Csepelényi Krisztián |
| Flatland   | 16-17   | 3. helyezett | Gáspár Csaba         |
| Flatland   | 18      | 1. helyezett | Körösi Norbert       |
| Flatland   | 18      | 2. helyezett | Barta Zoltán         |
| Flatland   | 19      | 2. helyezett | Csuzdi András        |
| Flatland   | 19      | 3. helyezett | Kende András         |
| Flatland   | 20      | 2. helyezett | Szabolcsi Péter      |
| Flatland   | Master  | 2. helyezett | Szilágyi Márton      |
| Nagyfélcső | 18      | 1. helyezett | Tóth Károly          |
| Nagyfélcső | 18      | 2. helyezett | Pecze Szabolcs       |
| Street     | B       | 2. helyezett | Benkő Zsolt          |

1996 Németország – Köln
| Kategória  | Csoport | Helyezés     | Név                  |
| ---------- | ------- | ------------ | -------------------- |
| Flatland   | 15      | 3. helyezett | Sarlosi Attila       |
| Flatland   | 16-17   | 2. helyezett | Menyhárt Imre        |
| Flatland   | 18-19   | 2. helyezett | Attila Barawski      |
| Flatland   | 18-19   | 3. helyezett | Csepelényi Krisztián |
| Flatland   | 20      | 1. helyezett | Nagy Norbert         |
| Flatland   | 20      | 2. helyezett | Szabolcsi Péter      |
| Flatland   | Master  | 1. helyezett | Barta Zoltán         |
| Minifélcső | 16-17   | 1. helyezett | Shenker Benjámin     |

1997 Hollandia - Eindhoven
| Kategória  | Csoport | Helyezés     | Név              |
| ---------- | ------- | ------------ | ---------------- |
| Flatland   | -15     | 1. helyezett | Sarlosi Attila   |
| Flatland   | 18-19   | 3. helyezett | Bozsó Csaba      |
| Flatland   | Master  | 1. helyezett | Szabolcsi Péter  |
| Minifélcső | 16-17   | 2. helyezett | Komáromi Zoltán  |
| Minifélcső | 18-19   | 1. helyezett | Shenker Benjámin |

1998 Portugália - Portimao
| Kategória | Csoport | Helyezés     | Név                  |
| --------- | ------- | ------------ | -------------------- |
| Flatland  | Expert  | 1. helyezett | Csepelényi Krisztián |

2000 Németország Köln
| Kategória | Csoport | Helyezés     | Név           |
| --------- | ------- | ------------ | ------------- |
| Flatland  | Expert  | 1. helyezett | Pásztor Gábor |

2002 Németország - Köln
| Kategória | Csoport | Helyezés     | Név           |
| --------- | ------- | ------------ | ------------- |
| Flatland  | Expert  | 1. helyezett | Menyhárt Imre |
| Flatland  | Expert  | 2. helyezett | Suba Mihály   |
| Flatland  | Master  | 1. helyezett | Kun Ádám      |
| Street    | Expert  | 2. helyezett | Szabó László  |

2003 Portugália - Beja
| Kategória | Csoport | Helyezés     | Név        |
| --------- | ------- | ------------ | ---------- |
| Flatland  | Expert  | 1. helyezett | Sőre Péter |

2004 Németország- Köln
| Kategória | Csoport | Helyezés     | Név                        |
| --------- | ------- | ------------ | -------------------------- |
| Flatland  | Női     | 2. helyezett | Pecze Mónika (Monika Hinz) |
| Flatland  | Expert  | 2. helyezett | Tivadar László             |
| Flatland  | Expert  | 3. helyezett | Varga Pál                  |
| Flatland  | Master  | 2. helyezett | Sőre Péter                 |

2005 Csehország Prága
| Kategória | Csoport | Helyezés     | Név           |
| --------- | ------- | ------------ | ------------- |
| Flatland  | Expert  | 1. helyezett | Katona Dénes  |
| Flatland  | Expert  | 3. helyezett | Bozsó Csaba   |
| Flatland  | Master  | 2. helyezett | Varga Pál     |
| Street    | Expert  | 2. helyezett | Ivánfi Balázs |

2009 Németország - Köln Jugendpark
| Kategória | Csoport | Helyezés     | Név                        |
| --------- | ------- | ------------ | -------------------------- |
| Flatland  | Női     | 1. helyezett | Pecze Mónika (Monika Hinz) |

2012 Németország - Köln Jugendpark
| Kategória | Csoport | Helyezés     | Név                        |
| --------- | ------- | ------------ | -------------------------- |
| Flatland  | Női     | 1. helyezett | Pecze Mónika (Monika Hinz) |

2013 Németország - Köln Jugendpark
| Kategória | Csoport | Helyezés     | Név          |
| --------- | ------- | ------------ | ------------ |
| Flatland  | Amatőr  | 1. helyezett | Szabó Dávid  |
| Flatland  | Profi   | 1. helyezett | Kun Ádám     |
| Park      | Amatőr  | 1. helyezett | Kempf Zoltán |

2017 Anglia - Bristol - IBMXFF
| Kategória | Csoport | Helyezés     | Név           |
| --------- | ------- | ------------ | ------------- |
| Flatland  | Amatőr  | 1. helyezett | Miklósi Péter |
| Flatland  | Amatőr  | 1. helyezett | Sinkó Lajos   |

2017 - MISKOLC I. Freestyle Park BMX Országos Bajnokság 
| Hely | Név           |
| ---- | ------------- |
| 1    | Turányi Rómeó |
| 2    | Kempf Zoltán  |
| 3    | Gyurán Márton |
| 4.   | Rajki Gergő   |
| 5.   | Vukman Márk   |
| 6.   | P Nagy Tamás  |
| 7.   | Kiss Bence    |
| 8.   | Bakó Viktor   |
| 9.   | Józsa Milán   |
| 10.  | Balogi Márk   |
| 11.  | Henc Roland   |
| 12   | Becsei Ádám   |
| 13   | Ficsór Kornél |
| 14   | Bajczik Péter |
| 15   | Kőhler János  |
| 16   | Gál Tamás     |

2017 - MISKOLC I. Flatland BMX Országos Bajnokság 
| Hely | Név              |
| ---- | ---------------- |
| 1    | Tivadar László   |
| 2    | Nagy Dávid       |
| 3    | Szabó Dávid      |
| 4.   | Vidákovich Fülöp |
| 5.   | Katona Dénes     |

2018 - BÉKÉSCSABA Freestyle Park BMX Országos Bajnokság (Chill And Ride)
| Hely |                  |
| ---- | ---------------- |
| 1    | Vukman Márk      |
| 2    | Ficsór Kornél    |
| 3    | Gyurán Márton    |
| 4.   | Józsa Milán      |
| 5.   | Cservenák Csepel |
| 6.   | Ábel Donát       |
| 7.   | Gál Tamás        |
| 8.   | P. Nagy Tamás    |

2019. Magyar Országos BMX Freestyle Park Bajnokság - Nyíregyháza
|                            | KOR | NAT | EREDMÉNY | PTS    |
| 1.SZEPESI TIBOR            | 23  | HUN | 85,3     | 200.00 |
| 2. KEMPF ZOLTÁN            | 23  | HUN | 82,6     | 160,00 |
| 3. UJVÁRY ZOLTÁN           | 19  | HUN | 81,6     | 130.00 |
| 4. JÓZSA MILÁN             | 20  | HUN | 73       | 110.00 |
| 5. VUKMAN MÁRK             | 24  | HUN | 72,6     | 90.00  |
| 6. CSERVENÁK CSEPEL        | 23  | HUN | 68       | 70.00  |
| 7. GÁL TAMÁS DÁVID         | 26  | HUN | 67       | 50.00  |
| 8. VAJDA MÁRTON            | 21  | HUN | 64       | 30.00  |
| 9. BECSEI ÁDÁM             | 20  | HUN | 62,3     | 20.00  |
| 10. PREPELICZAY-NAGY TAMÁS | 24  | HUN | 54,3     | 10.00  |

2019  Németország - Köln - IBMXFF 
| Kategória | Csoport | Helyezés     | Név          |
| --------- | ------- | ------------ | ------------ |
| Flatland  | Női     | 1. helyezett | Pecze Mónika |

2019. BMX Freestyle Park Országos Világ ranglista 
| Hely | Név                    | Életkor | Pont |
| 93   | SZEPESI Tibor          | 23      | 200  |
| 116  | KEMPF Zoltán           | 23      | 160  |
| 135  | UJVÁRY Zoltán          | 19      | 130  |
| 161  | JÓZSA Milán            | 20      | 110  |
| 182  | VUKMAN Márk            | 24      | 90   |
| 199  | CSERVENÁK Csepel       | 23      | 70   |
| 216  | GÁL Tamás Dávid        | 26      | 50   |
| 232  | VAJDA Márton           | 21      | 30   |
| 249  | BECSEI Ádám            | 20      | 20   |
| 261  | JÓSA Dániel            | 33      | 15   |
| 268  | PREPELICZAY-NAGY Tamás | 24      | 10   |

2021. BMX Freestyle Park Országos Bajnokság - Debrecen DESE
| Hely | Név            |
| ---- | -------------- |
| 1    | Ficsór Kornél  |
| 2    | Krausz Kristóf |
| 3    | Ujváry Zoltán  |
| 4.   | Szepesi Tibor  |
| 5.   | Zöld Gergely   |
| 6.   | Vukman Márk    |
| 7.   | Náhlik Péter   |
| 8.   | Becsei Ádám    |
| 9.   | Gyurán Márton  |
| 10.  | Novák András   |

2021. BMX Freestyle Park Országos Világ ranglista 
| Hely | Név            | Életkor | Pont |
| 34   | KRAUSZ Kristóf | 15      | 355  |
| 36   | UJVÁRY Zoltán  | 21      | 340  |
| 62   | FICSÓR Kornél  | 20      | 200  |
| 88   | SZEPESI Tibor  | 25      | 130  |
| 126  | ZÖLD Gergő     | 23      | 90   |
| 138  | VUKMAN Márk    | 26      | 70   |
| 152  | NÁHLIK Péter   | 21      | 50   |
| 172  | BECSEI Ádám    | 22      | 30   |
| 190  | GYURÁN Márton  | 24      | 20   |
| 205  | NOVÁK András   | 26      | 10   |

2021. BMX Freestyle Flatland Országos Világ ranglista 
| Hely | Név            | Életkor | Pont |
| ---- | -------------- | ------- | ---- |
| 22.  | SZÁJER Gergely | 34      | 240  |
| 24.  | GELENCSÉR Ádám | 32      | 210  |

2022 BMX Freestyle Park Országos Bajnokság - Hajdúböszörmény 
| Hely | Név              |
| ---- | ---------------- |
| 1    | Krausz Kristóf   |
| 2    | Kempf Zoltán     |
| 3    | Ujvary Zoltán    |
| 4.   | Zöld Gergő       |
| 5.   | Józsa Milán      |
| 6.   | Ficsor Kornél    |
| 7.   | Vukman Márk      |
| 8.   | Szepesi Tibor    |
| 9.   | Náhlik Péter     |
| 10.  | Gyurán Márton    |
| 11.  | Bábel János      |
| 12   | Henc Roland      |
| 13   | Cservenák Csepel |

2022 BMX FLATLAND Országos Bajnokság - Hajdúböszörmény 
| Hely | Név              |
| ---- | ---------------- |
| 1.   | Vidakovich Fülöp |
| 2.   | Bordás Ákos      |
| 3.   | Gelencsér Ádám   |

2022. BMX Freestyle Park Országos Világ ranglista 
| Hely | Név              | Életkor | Pont |
| 32   | KRAUSZ Kristóf   | 16      | 784  |
| 35   | UJVÁRY Zoltán    | 22      | 647  |
| 41   | KEMPF Zoltán     | 26      | 584  |
| 79   | FICSÓR Kornél    | 21      | 226  |
| 97   | JÓZSA Milán      | 23      | 160  |
| 112  | SZEPESI Tibor    | 26      | 150  |
| 119  | ZÖLD Gergő       | 24      | 140  |
| 123  | NÁHLIK Péter     | 22      | 130  |
| 160  | VUKMAN Márk      | 27      | 100  |
| 186  | CSERVENÁK Csepel | 26      | 80   |
| 258  | BÁBEL János      | 18      | 20   |
| 281  | JÓSA Dániel      | 36      | 10   |

2022. BMX Freestyle Flatland Országos Világ ranglista  férfi 
| Hely | Név              | Életkor | Pont |
| ---- | ---------------- | ------- | ---- |
| 15.  | VIDÁKOVICH Fülöp | 26      | 730  |
| 27.  | BORDÁS Ákos      | 33      | 260  |
| 32.  | GYENES Pál       | 47      | 160  |
| 40.  | BORDÁCS Attila   | 37      | 110  |
| 42.  | HAJNÁCSI Mihály  | 31      | 110  |
| 47.  | POZSONYI Bence   | 34      | 90   |
| 54.  | GELENCSÉR Ádám   | 33      | 70   |

### 2022. BMX Freestyle Flatland Országos Világ ranglistanői[8]
| Rang | Lovas            | Nemzet | Csapat | Kor | Pontok |
| ---- | ---------------- | ------ | ------ | --- | ------ |
| 10   | THURÁNSZKY Panni | HUN    |        | 15  | 200    |
| 16   | HINZ Mónika      | HUN    |        | 45  | 130    |
| 21   | MONDICS Anna     | HUN    |        | 18  | 90     |
| 23   | SÉLLEI Lilla     | HUN    |        | 36  | 70     |

### 2023.BMX Freestyle Park Országos Bajnokság - Hajdúböszörmény[9]
női kategória helyezettjei
1. Molnár Noémi
2. Landenberger Luca
3. Varró Anna
Pro férfi kategória helyezettjei
1. Kempf Zoltán 
2. Szepesi Tibor 
3. Újváry Zoltán
4. Náhlik Péter
5. Zöld Gergely
6. Cservenák Csepel
7. Józsa Milán
8. Vukman Márk 
9. Bábel János
10. Becsei Ádám
2023. BMX Freestyle Park Országos Világ ranglista 
| Rang | Lovas            | Nemzet | Csapat | Kor | Pontok |
| ---- | ---------------- | ------ | ------ | --- | ------ |
| 32   | ÚJVÁRY Zoltán    | HUN    |        | 23  | 1106   |
| 33   | KEMPF Zoltán     | HUN    |        | 27  | 1090   |
| 62   | NÁHLIK Péter     | HUN    |        | 23  | 460    |
| 75   | ZÖLD Gergő       | HUN    |        | 25  | 374    |
| 107  | SZEPESI Tibor    | HUN    |        | 27  | 240    |
| 120  | VUKMAN Márk      | HUN    |        | 28  | 200    |
| 131  | CSERVENÁK Csepel | HUN    |        | 27  | 180    |
| 155  | JÓZSA Milán      | HUN    |        | 24  | 150    |
| 232  | BÁBEL János      | HUN    |        | 19  | 80     |
| 321  | FICSÓR Kornél    | HUN    |        | 22  | 17     |
| 329  | BECSEI Ádám      | HUN    |        | 24  | 10     |

### 2023.BMX Freestyle FLATLAND Női Országos Világ ranglista[10]
| Rang | Lovas            | Nemzet | Csapat | Kor | Pontok |
| ---- | ---------------- | ------ | ------ | --- | ------ |
| 6    | THURÁNSZKY Panni | HUN    |        | 16  | 2030   |
| 8    | KÁDÁR Veronika   | HUN    |        | 15  | 1650   |
| 9    | MONDICS Anna     | HUN    |        | 19  | 1170   |

### 2023.BMX Freestyle FLATLAND Férfi Országos Világ ranglista[11]
| Rang | Lovas          | Nemzet | Csapat | Kor | Pontok |
| ---- | -------------- | ------ | ------ | --- | ------ |
| 28   | BORDÁS Ákos    | HUN    |        | 34  | 443    |
| 53   | POZSONYI Bence | HUN    |        | 35  | 230    |

### 2024. BMX freestyle park OB - MISKOLC[12]
Pro női kategória helyezettjei
1. Molnár Noémi
2. Landenberger Luca
Pro férfi kategória helyezettjei
1. Krausz Kristóf
2. Ficsór Kornél
3. Náhlik Péter
4. Vukman Márk
5. Gyurán Márton
6. Bábel János
7. Henc Roland

### 2024.BMX Freestyle Park Országos Világ ranglista[13]
| Rang | Lovas          | Nemzet | Csapat | Kor | Pontok |
| ---- | -------------- | ------ | ------ | --- | ------ |
| 16   | ÚJVÁRY Zoltán  | HUN    |        | 24  | 1830   |
| 28   | KRAUSZ Kristóf | HUN    |        | 18  | 1320   |
| 66   | NÁHLIK Péter   | HUN    |        | 24  | 321    |
| 70   | KEMPF Zoltán   | HUN    |        | 28  | 300    |
| 84   | FICSÓR Kornél  | HUN    |        | 23  | 270    |
| 160  | BÁBEL János    | HUN    |        | 20  | 110    |
| 161  | VUKMAN Márk    | HUN    |        | 29  | 110    |
| 185  | GYURÁN Márton  | HUN    |        | 27  | 90     |
| 234  | HENC Roland    | HUN    |        | 30  | 50     |

### 2024.BMX Freestyle FLATLAND Női Országos Világ ranglista[14]
| Rang | Lovas          | Nemzet | Csapat | Kor | Pontok |
| ---- | -------------- | ------ | ------ | --- | ------ |
| 2    | KÁDÁR Veronika | HUN    |        | 16  | 4380   |
| 5    | MONDICS Anna   | HUN    |        | 20  | 2950   |

### 2024.BMX Freestyle FLATLAND férfi Országos Világ ranglista[15]
| Rang | Lovas            | Nemzet | Csapat | Kor | Pontok |
| ---- | ---------------- | ------ | ------ | --- | ------ |
| 27   | BORDÁS Ákos      | HUN    |        | 35  | 702    |
| 43   | KAPOSVÁRI Martin | HUN    |        | 28  | 250    |

## BMX Skateparkok
- Debrecen - Tócóvölgy Extrémsport Park[16]
- The Garden Skatepark- Gyál[17]
- DBS Skatepark - Dabas[18]
- Biatorbágyi Skatepark [19]
- Szekszárdi Skatepark[20]
- Salgótarjáni Skatepark[21]
- Körösladányi Skatepark [22]
- Ceglédi Skatepark [23]
- Edelényi Skatepark [24]
- Kunszentmártoni Skatepark [25]
- Budapest Aranylúd utcai Skatepark [26]
- Kiskunfélegyházi Skatepark [27]
- Kőszegi Skatepark [28]
- Hajdúböszörményi Skatepark[29]
- Kulcsi Skatepark [30]
- Szegedi  Skatepark
- Siófoki Skatepark
- Nagytarcsa Grund Skatepark

## Fedett magyarországi Skateparkok
- Factory Aréna- Miskolc[31]